# Провидение (фильм)
«Провидение» (англ. Providence) — первый фильм Алена Рене на английском языке, классика авторского кино 1970-х годов. Фильм получил множество наград, включая семь премий «Сезар».

## Сюжет
«Провидение» — один из наиболее смелых повествовательных экспериментов великого режиссёра. В первой части фильма мы видим преследуемого старика-оборотня и не вполне ясным образом связанную с ним судебную драму, за которой кроется любовный треугольник… Персонажи меняются местами, сценарий как будто рождается спонтанно перед глазами зрителя, действие начинает прерывать голос весёлого забулдыги…
По ходу действия становится ясно, что всё видимое нами — фантазии подвыпившего и тяжело больного старика-писателя (Джон Гилгуд), главными героями которых являются его двое сыновей (один из которых незаконнорождённый) и супруга одного из них. Старик произвольно меняет действие фильма, и зрителю предоставляется самостоятельно делать выводы об отношениях, которые существуют между персонажами в реальной жизни.
В последней трети фильма показано воссоединение писателя с семейством в прекрасный летний день на его загородной даче. Выясняется, что отрицательные персонажи его ночных фантазий в реальной жизни — милые, отзывчивые люди, а самого автора гложет вина за безвременную смерть жены, которую он проецирует на близких.

## В ролях
- Джон Гилгуд — Клайв Лэнгхэм
- Дирк Богард — Клод Лэнгхэм
- Эллен Бёрстин — Соня Лэнгхэм
- Дэвид Уорнер — Кевин Лэнгхэм / Кевин Вудфорд
- Элейн Стритч — Хелен Винер
- Анна Уинг — Карен
- Сирил Лакхэм — доктор Марк Эддингтон
- Денис Лоусон — Дэйв Вудфорд
- Кэтрин Ли Скотт — мисс Бун

## Значение
- В литературе отмечалось влияние авангардистской структуры «Провидения» на фильмы Дэвида Линча, такие, как «Шоссе в никуда» и «Малхолланд Драйв»[1].
- Один из величайших актёров XX столетия, Джон Гилгуд, считал, что по-настоящему реализовать себя в кино ему удалось только в «Провидении»[2].

## Награды и номинации
- 1977 — приз Golden Spike кинофестиваля в Вальядолиде (Ален Рене)
- 1978 — премия «Бодил» за лучший европейский фильм (Ален Рене)
- 1978 — 7 премий «Сезар»: лучший фильм (Ален Рене), лучший режиссёр (Ален Рене), лучший сценарий (Дэвид Мерсер), лучший монтаж (Альберт Юргенсон), лучшая музыка (Миклош Рожа), лучшая работа художника (Жак Сольнье), лучший звук (Рене Маньоль, Жак Момон)
- 1978 — номинация на премию «Сезар» за лучшую операторскую работу (Рикардо Аронович)